# Campusboard

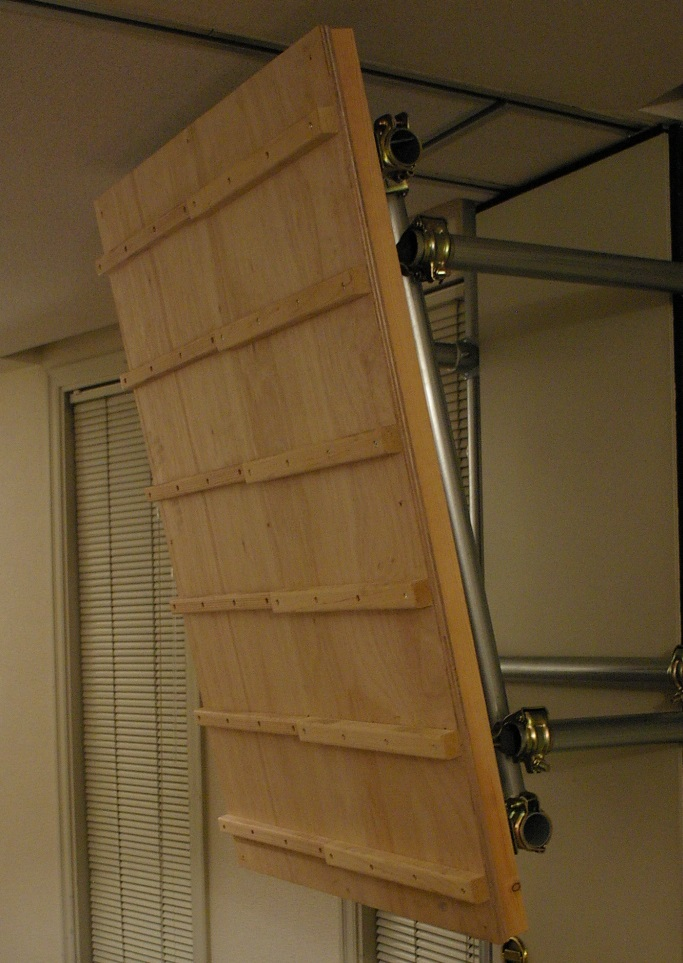
Ein Campusboard

Ein Campusboard ist ein Trainingsgerät, das in erster Linie beim Klettern zum Stärken der Fingerbeuger und der Oberarmmuskulatur genutzt wird. Es besteht aus bis zu 4 m hohen, leicht überhängenden Holzplatten, an die horizontal Holzleisten geschraubt sind. Meist sind nebeneinander mehrere Reihen unterschiedlich großer Leisten angebracht.
Das Campusboard wurde 1988 als ein effektives Trainingsgerät für Kletterer entwickelt – laut Norbert Sandner von ihm gemeinsam mit Jerry Moffatt, nach anderer Darstellung waren Wolfgang Güllich und Kurt Albert neben Moffatt und Sandner an der Entwicklung beteiligt. Wolfgang Güllich nutzte es, um systematisch für die Route Action Directe trainieren zu können, wodurch es in der Kletterszene weltbekannt wurde.

## Bezeichnung
Benannt wurde das Trainingsgerät nach dem Fitnessstudio Campus in Nürnberg, in dem das erste Campusboard bis heute aufgestellt ist. Auf Französisch und Italienisch wird das Trainingsgerät pan Güllich genannt.
Im englischen Klettersprachgebrauch bezeichnet to campus das Klettern ohne jeden Einsatz der Beine, aber nicht notwendigerweise an einem Campusboard. Der Kletterer zieht sich beim Campusing nur an seinen Armen hängend die Route (oder einen Abschnitt) entlang.